# گرابوواتس (کنیچ)
گرابوواتس (به صربی: Grabovac) یک منطقهٔ مسکونی در صربستان است که در کنیچ واقع شده‌است.